# Denner Ferrari
Denner Ferrari Garcia (Patrocínio, 23 de março de 1994), mais conhecido como Denner Ferrari é um cantor e compositor de música sertaneja.

## História

### Infância
Nascido em Patrocínio, filho de Edilene Ferrari e José Luiz Alvarez Ferrari Sua história no meio artístico começou cedo. Aos 4 anos de idade Denner já demonstrava que levava jeito para a música, e sua mãe o colocou na aula de teclado. Vendo o irmão mais velho tocar violão, começou a arriscar algumas notas. Em pouco tempo já estava tocando violão sozinho, posteriormente entrou em aulas para aperfeiçoar esse dom.
Com o apoio da família, aos 6 anos Denner Ferrari já fazia apresentações, sempre com muito carisma e talento, arrancando sorrisos e aplausos por onde passava.
O tempo foi passando e o gosto pela música só aumentava. Foi aí que Denner teve a certeza que era isso que ele queria: viver da música e para a música.
Aos 12 formou uma dupla com seu primo. Gravaram um CD, surpreendendo a todos com a música Overdose de Amor”. Foram três anos de dupla. Anos de grande importância para o crescimento pessoal e artístico de Denner.

### Denner Ferrari
No final de 2010, iniciou-se o projeto Denner Ferrari. O jovem cantor começou a se destacar em toda a região de Patrocínio-MG, sua cidade natal. Embalado em shows o projeto começou a crescer. Foi neste ano que Denner Ferrari lançou suas primeiras músicas solo, entre elas Tudo Combinado, um estouro de visualizações no YouTube.
No final de 2011, Denner resolveu arriscar e ousar num novo estilo musical, onde acabou surpreendendo muito. Foi para Salvador-BA, onde juntamente com Márcio Victor, vocalista e líder da banda Psirico, gravou cinco músicas de grande sucesso, uma delas GPS que é um carro chefe desde o início de sua carreira.
Em 2012 escolheu a cidade Ponta Grossa-PR para iniciar a nova fase de sua carreira. Gravou o CD Magia, com todas as músicas de sua composição. A música Sua Linda, com a participação de Lucas Lucco teve grande destaque e é um dos principais hits do cantor.
Em 2020,tendo o cantor Gusttavo Lima como padrinho, começa a fazer parte de uma dupla com sobrinho do cantor chamado Bruno & Denner

## Discografia
- 2012: Magia (CD)
- 2014: Acústico - Só Modão (CD)

### Singles
- 2010: "Tudo Combinado"
- 2011: "GPS" (part. Márcio Victor)
- 2013: "Sua Linda" (part. Lucas Lucco)
- 2013: "Safadinha"
- 2013: "Meu Abrigo"
- 2014: "Falsa Lua de Mel" (part. Zé Ricardo & Thiago)
- 2015: "Biotônico"
- 2016: "Desculpinha Besta"